# Венесуэльско-гайанский кризис (с 2023)
Венесуэльско-гайанский кризис — продолжающийся дипломатический кризис между Венесуэлой и Гайаной, связанный с территориальным спором по поводу принадлежности Гуаяны-Эсекибы и обострившийся в 2023 году.

## Предыстория

Гуаяна-Эсекиба на карте Гайаны

Испанская империя основала Генерал-капитанство Венесуэла, включая спорную в настоящее время территорию Гуаяны-Эсекибы, которую оставила Венесуэла после окончания войны за независимость. Вскоре после этого Британская империя колонизировала Гайану путём торгового соглашения с Нидерландами на условиях, которые не определяли её западную границу, после чего Британская империя заявила права на эту территорию в 1840 году и вторглась на неё в 1841 году, претендуя на ещё большую площадь в 1886 году.
В соответствии с доктриной Монро Соединённые Штаты Америки осудили тот факт, что граница была расширена «таинственным образом», и предложили разрешить конфликт в международном арбитраже. В 1899 году большинство территорий отошло к Британской Гвиане после дипломатического разрешения кризиса 1895 года на Парижской конференции. Однако в 1949 году был обнародован меморандум американского юриста Северо Малле-Прево, участвующего в защите Венесуэлы в Парижском арбитражном решении, и он осуждал судей, которые не были беспристрастны, поскольку приняли решение в пользу Британской Гвианы.
После этого Венесуэла подписала Женевское соглашение в 1966 году с Великобританией, ещё до провозглашения независимости Гайаны в том же году, которое создало основу для решения территориального спора путём переговоров. Согласно этому факту Венесуэла заявляет о своем суверенитете над Гуаяной-Эсекибой. Гайана, со своей стороны, утверждает, что Венесуэла отказалась от этой территории после Парижской конференции.

## Ход событий

### 2023 год
После открытия месторождений нефти и газа 19 сентября 2023 года Гайана разрешила шести иностранным нефтяным компаниям, включая ExxonMobil, вести бурение в водах, на которые претендует Венесуэла.

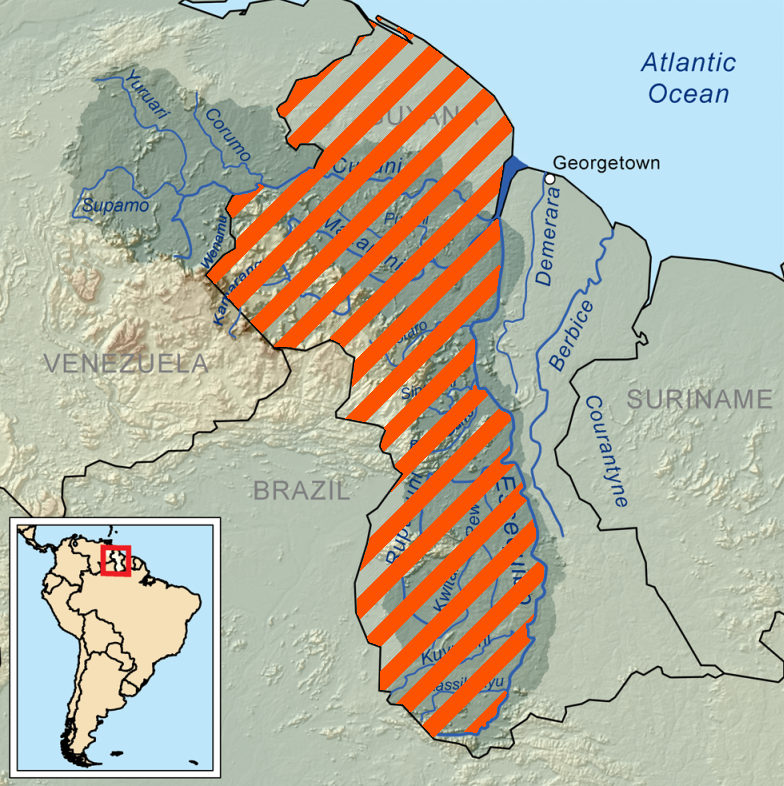
Спорная территория Гуаяна-Эсекиба

Правительство Николаса Мадуро инициировало консультативный референдум, назначенный на 3 декабря 2023 года, в ходе которого гражданам было предложено ответить на пять вопросов, в том числе о том, согласны ли они «любыми средствами, в соответствии с законом, противостоять притязаниям Гайаны на одностороннее использование морских ресурсов в нарушение международного права», и поддержат ли они предоставление венесуэльского гражданства 125 тыс. жителей Гуаяны-Эсекибы. Правительство Венесуэлы раскритиковало «злоупотребления ExxonMobil» и Южного командования вооружённых сил США (USSOUTHCOM) и развернуло в СМИ кампанию, апеллирующую к венесуэльскому патриотизму. Реакция оппозиции разделилась: с одной стороны Мария Корина Мачадо, действующий лидер оппозиционной политической коалиции «Единая платформа», попросила приостановить проведение референдума для подачи иска в Международный суд ООН, тогда как Мануэль Росалес и Энрике Каприлес Радонски, бывшие кандидаты в президенты от оппозиции, выступили за референдум: Росалес призвал граждан голосовать на референдуме, а Каприлес объявил, что сам придёт голосовать.
Референдум вызвал дипломатический кризис между странами. На слушаниях в Международном суде в середине ноября 2023 года представители Венесуэлы и Гайаны попросили суд признать их суверенитет над Эсекибой. Гайана также потребовала отмены референдума, утверждая, что Венесуэла намеревалась аннексировать территорию, но правительство Венесуэлы отклонило эту просьбу.
В этом контексте в конце ноября 2023 года президент Гайаны Ирфаан Али встретился с солдатами, располагающимися на границе между странами, а на следующий день опубликовал видео, на котором он поднял флаг Гайаны на мероприятии на Пакарампе в Гуаяне-Эсекибе, недалеко от венесуэльского штата Боливар, также Ирфаан Али дал присягу верности национальным интересам. После этого мероприятия министр обороны Венесуэлы Владимир Падрино Лопес заявил, что вооружённые силы Венесуэлы будут постоянно бдительны в отношении любых действий, угрожающих территориальной целостности государства, попросив население принять участие в референдуме и добавив, что конфликт на данный момент не является войной. Губернатор Сулии Мануэль Росалес заявил, что Гуаяна-Эсекиба является стопроцентной венесуэльской территорией, а действия Гайаны нарушают Женевское соглашение 1966 года, также раскритиковал тот факт, что Организация Объединённых Наций и Организация американских государств не высказывались по этому поводу.
23 ноября 2023 года старшие офицеры Сил обороны Гайаны и Вооружённых сил Бразилии встретились для проведения учений. Бразилия решительно поддерживает Гайану в пограничном споре. Бразилия пыталась выступить посредником между этими странами, чтобы избежать вооружённого конфликта. Представители министерства обороны США планировали посетить Гайану в конце ноября 2023 года. Гайана предложила разместить иностранные военные базы на своей территории. Сухопутные войска Бразилии выдвинулись к границе обеих стран, ожидая возможного венесуэльского вторжения в Гайану. Сообщения бразильской разведки предполагают неизбежную военную операцию сухопутных войск Венесуэлы против Гайаны в ближайшие дни, что вызывает обеспокоенность по поводу региональной стабильности и территориальных споров в Южной Америке.
В период с 27 по 29 ноября 2023 года военные манёвры Бразилии включали в себя: переброску в Боа-Висту 16 бронемашин VBTP-MR Guarani из состава 5-й армейской дивизии, танков «Леопард 1», а также пехотных подразделений из Сан-Паулу.
3 декабря 2023 года в Венесуэле состоялся референдум по вопросу принадлежности территории Гуаяны-Эсекибы. По заявлениям властей, подавляющее большинство принявших участие в референдуме венесуэльцев (около 95 %) проголосовало за присоединение части территории соседнего государства. Существует вероятность, что после подведения окончательных итогов референдума последует вторжение Венесуэлы в Гайану. Президент Венесуэлы Николас Мадуро объявил регион двадцать четвёртым штатом Венесуэлы и распорядился выпустить новые карты Венесуэлы. Также он дал три месяца компаниям, ведущим добычу ископаемых ресурсов на территории, на прекращение своей деятельности или урегулирование деятельности с правительством Венесуэлы. Также в соответствии с распоряжением на территории необходимо провести перепись населения, выдать людям удостоверения личности и разработать план социальной помощи населению региона.
6 декабря 2023 года Венесуэла объявила о мобилизации войск и начале аннексии Западной Гайаны. В этот же день вертолёт Bell 412 Сил обороны Гайаны потерпел крушение недалеко от границы с Венесуэлой, на борту находились три члена экипажа и четыре пассажира. 7 декабря 2023 года правительство Гайаны заявило, что в результате падения вертолёта погибло пятеро человек (в том числе бригадный генерал), ещё двое получили ранения.
7 декабря 2023 года государственный секретарь США Энтони Блинкен сделал заявление, что Вашингтон признаёт территориальную целостность и суверенитет Гайаны. Также было объявлено, что США организуют военные учения с Силами обороны Гайаны. В этот же день оппозиционные политики Колумбии подвергли критике президента Густаво Петро в том, что он придерживается нейтралитета в венесуэльско-гайанском кризисе.
8 декабря 2023 года президент Венесуэлы Николас Мадуро заявил на политическом митинге в Каракасе о подписании ряда указов для инкорпорации новой присоединенной территории Гуаяны-Эсекибы во исполнение воли людей, участвовавших в референдуме.
14 декабря 2023 года состоялись переговоры президента Венесуэлы Николаса Мадуро и президента Гайаны Ирфаана Али по проблеме принадлежности Гуаяны-Эсекибы. Переговоры прошли на территории нейтрального государства Сент-Винсент и Гренадины. Стороны договорились создать комиссию для урегулирования вопроса, которая будет включать министров иностранных дел и технических специалистов двух государств и в течение трёх ближайших месяцев представит в Каракас и Джорджтаун отчёт, после чего лидеры обоих государств проведут еще одни переговоры в Бразилии. Также стороны договорились, что не будут применять силу друг против друга, а также будут воздерживаться от эскалации конфликта.

### 2024 год
В феврале 2024 года Венесуэла продолжала переброску войск на границу с Гайаной.
В ответ на предполагаемое наращивание военного присутствия Венесуэлы Бразилия 2 февраля 2024 года усилила свой гарнизон в Боа-Виста 600 военнослужащими и 20 бронемашинами.  
В конце марта 2024 года в Венесуэле был разработан законопроект, согласно которому Гуаяна-Эсекиба названа новым штатом государства с административным центром в городе Тумеремо. В настоящее время законопроект находится на согласовании в Верховном суде Венесуэлы.
3 апреля 2024 года президент Венесуэлы Николас Мадуро заявил о том, что знает, откуда с территории Гайаны готовится нападение на венесуэльский город Тумеремо, а также о том, что якобы Гайана под влиянием ЦРУ и корпорации ExxonMobil размещает секретные военные базы вдоль общей границы, вынашивая агрессивные планы по вторжению в Венесуэлу.
В мае 2024 года Венесуэла продолжила строительство военной инфраструктуры на спорном острове Анакоко возле границы с Гайаной. Было мнение, что президент Венесуэлы Николас Мадуро готовился начать войну с Гайаной в конце июля 2024 года, когда в стране состоялись президентские выборы.

### 2025 год
В январе 2025 года правительство Гайаны сделало заявление, что обратится за помощью в Международный суд ООН, чтобы помешать Венесуэле назначить своего губернатора Гуаяны-Эсекибы.